# Myomimus personatus
Myomimus personatus és una espècie de mamífer rosegador esciüromorf de la família Gliridae. Es troba a l'Iran i el Turkmenistan.
Habita el desert rocós en les muntanyes de Kopet-Dag, a uns 1.000 metres d'altitud, entre els arbustos i ametllers. És actiu al capvespre i a la nit. Fa el cau refugis entre roques, i sembla que es reprodueix probablement a finals d'abril.